# Cantón de Calais-Centro
El cantón de Calais-Centro era una división administrativa francesa, que estaba situada en el departamento de Paso de Calais y la región de Norte-Paso de Calais.

## Composición
El cantón estaba formado por dos comunas, más una fracción de la comuna que le daba su nombre:
- Les Attaques
- Calais (fracción)
- Coulogne

## Supresión del cantón de Calais-Centro
En aplicación del Decreto n.º 2014-233 de 24 de febrero de 2014, el cantón de Calais-Centro fue suprimido el 22 de marzo de 2015 y sus 3 comunas pasaron a formar parte; dos del nuevo cantón de Calais-2 y la fracción de la comuna que le daba su nombre se unió con las demás fracciones para que, por medio de una reestructuración cantonal, fueran creados los nuevos cantones de Calais-1, Calais-2 y Calais-3.